# 泰谢罗
泰谢罗是葡萄牙波尔图区的一个堂区。总面积4.66平方公里，总人口444人，人口密度95.3人/平方公里。